# ماموتو كوليبلي
ماموتو كوليبلي (بالفرنسية: Mamoutou Coulibaly)‏ (23 فبراير 1984 بباماكو في مالي - ) هو لاعب كرة قدم مالي في مركز الدفاع. شارك مع منتخب مالي تحت 20 سنة لكرة القدم ومنتخب مالي لكرة القدم. أما مع النوادي، فقد لعب مع نادي أوكسير ونادي إستر ونادي إيرتيش بافلودار ونادي بروكسل ونادي تشيرنو مور فارنا ونادي قاسم باشا وJS Centre Salif Keita ‏ وFC Kaisar ‏.

## وصلات خارجية
- ماموتو كوليبلي على موقع الاتحاد الدولي (مؤرشف)  (الإنجليزية)
- ماموتو كوليبلي على موقع الاتحاد الأوربي (الإنجليزية)
- ماموتو كوليبلي على موقع اتحاد تركيا (لاعب) (الإنجليزية)
- ماموتو كوليبلي على موقع قاعدة بيانات كرة القدم.إي يو (الإنجليزية)
- ماموتو كوليبلي على موقع ليكيب (الفرنسية)
- ماموتو كوليبلي على موقع ناشيونال فوتبول تيمز (الإنجليزية)
- ماموتو كوليبلي على موقع Soccerway.com (الإنجليزية)